# Fusarium
Fusarium ist eine Gattung der Schlauchpilze. Ihre Teleomorphengattungen sind Albonectria, Cyanonectria, Gibberella und Haematonectria sowie die ehemals zur Gattung Cosmospora gehörenden Gattungen Dialonectria, Macroconia und Microcera. Die Typusart ist Fusarium sambucinum, die Anamorphe von Gibberella pulicaris.
Ihre Vertreter (Fusarien) wachsen meist in pflanzlichem Gewebe, beispielsweise in Lebensmitteln oder Getreide. Viele Arten sind parasitär, wobei sie ihren Wirt töten (Parasitose). Die Erkrankung wird als Fusariose bezeichnet. Oft betrifft sie den Wurzel- oder Stängelbereich der Pflanze. Die Gattung ist kosmopolitisch verbreitet. Die Bindung der Fusarien an ihre Wirtspflanze ist oft sehr eng, weshalb manchmal der wissenschaftliche Name der Wirtspflanze in den Artnamen eingeflossen ist.

## Merkmale
Fruchtkörperähnliche Strukturen (Conidiomata) werden nicht gebildet oder bestehen aus blassen Sporodochien. Seten existieren meist nicht oder sind hyalin. Die Konidien sind hyalin und sichelförmig. Sie sind meist mehrfach, seltener nicht oder einfach septiert. Sie werden in einer schleimigen Masse gebildet. Die Abspaltung erfolgt durch Teilung an den Septen. Die Konidienträger (Konidiophoren) sind verzweigt oder penicillat und hyalin. Die konidiogenen Zellen sind Phialiden oder seltener Polyphialiden und ebenfalls hyalin.
In Luftmyzel kann eine weitere Konidienform gebildet werden. Bei dieser sind Conidiomata und Seten niemals vorhanden. Die Konidien sind hyalin, schleimig sowie nicht bis mehrfach septiert. Die Bildung erfolgt in einer schleimigen Masse oder in Ketten. Die Konidiophoren sind spärlich verzweigt und hyalin. Die konidiogenen Zellen sind Phialiden oder Polyphialiden und hyalin.

## Arten
Die Gattung Fusarium besteht aus etwa 150 Arten. Die Pilze sind sehr schwer voneinander zu unterscheiden. Dadurch kommt es vor, dass ein und dieselbe Art mit mehreren Namen in der Literatur auftaucht. Die folgende Liste richtet sich nach Leslie & Summerell (s. Literatur). Sie ist nicht vollständig, enthält jedoch die ökologisch wichtigsten sowie weitere in Laboruntersuchungen relevante Arten.
| Art                               | Verbreitete Synonyme 1                                             | Hauptfruchtform                     |
| --------------------------------- | ------------------------------------------------------------------ | ----------------------------------- |
| Fusarium acuminatum               | Fusarium scirpi var. acuminatum Fusarium gibbosum var. acuminatum  | Gibberella acuminata                |
| Fusarium acutatum                 |                                                                    | unbekannt                           |
| Fusarium andiyazi                 | Fusarium moniliforme Fusarium verticillioides                      | unbekannt                           |
| Fusarium anthophilum              | Fusarium moniliforme var. anthophilum                              | unbekannt                           |
| Fusarium aquaeductuum var. medium |                                                                    | Dialonectria ullevolea              |
| Fusarium armeniacum               | Fusarium acuminatum subsp. armeniacum                              | unbekannt                           |
| Fusarium avenaceum                |                                                                    | Gibberella avenacea                 |
| Fusarium aywerte                  | Fusarium avenaceum subsp. aywerte                                  | unbekannt                           |
| Fusarium babinda                  |                                                                    | unbekannt                           |
| Fusarium begoniae                 |                                                                    | unbekannt                           |
| Fusarium beomiforme               |                                                                    | unbekannt                           |
| Fusarium brevicatenulatum         |                                                                    | unbekannt                           |
| Fusarium bulbicola                | Fusarium sacchari var. elongatum                                   | unbekannt                           |
| Fusarium camptoceras              |                                                                    | unbekannt                           |
| Fusarium chlamydosporum           | Fusarium sporotrichioides var. chlamydosporum Fusarium fusarioides | unbekannt                           |
| Fusarium circinatum               | Fusarium subglutinans f. sp. pini Fusarium lateritium f. sp. pini  | Gibberella circinata                |
| Fusarium compactum                | Fusarium equiseti var. compactum                                   | unbekannt                           |
| Fusarium concentricum             |                                                                    | unbekannt                           |
| Fusarium crookwellense            | Fusarium cerealis                                                  | unbekannt                           |
| Fusarium culmorum                 |                                                                    | unbekannt                           |
| Fusarium decemcellulare           | Fusarium rigidiuscula                                              | Albonectria rigidiuscula            |
| Fusarium denticulatum             |                                                                    | unbekannt                           |
| Fusarium dimerum                  | Fusarium episphaeria Microdochium dimerum                          | unbekannt                           |
| Fusarium dlaminii                 |                                                                    | unbekannt                           |
| Fusarium episphaeria              |                                                                    | Dialonectria episphaeria            |
| Fusarium equiseti                 |                                                                    | Gibberella intricans                |
| Fusarium foetens                  |                                                                    | unbekannt                           |
| Fusarium fujikuroi                | Fusarium proliferatum                                              | Gibberella fujikuroi                |
| Fusarium globosum                 |                                                                    | unbekannt                           |
| Fusarium graminearum              | Fusarium graminearum Gruppe 2                                      | Gibberella zeae                     |
| Fusarium guttiforme               | Fusarium subglutinans f. sp. ananas                                | unbekannt                           |
| Fusarium heterosporum             | Fusarium graminum Fusarium reticulatum                             | Gibberella cyanea                   |
| Fusarium hostae                   |                                                                    | Gibberella hostae                   |
| Fusarium konzum                   |                                                                    | Gibberella konza                    |
| Fusarium larvarum                 |                                                                    | unbekannt                           |
| Fusarium lactis                   |                                                                    | unbekannt                           |
| Fusarium langsethiae              |                                                                    | unbekannt                           |
| Fusarium lateritium               | Fusarium stilboides                                                | Gibberella baccata                  |
| Fusarium longipes                 | Fusarium equiseti                                                  | unbekannt                           |
| Fusarium mangiferae               | Fusarium subglutinans                                              | unbekannt                           |
| Fusarium miscanthi                |                                                                    | unbekannt                           |
| Fusarium musarum                  |                                                                    | unbekannt                           |
| Fusarium napiforme                |                                                                    | unbekannt                           |
| Fusarium nelsonii                 |                                                                    | unbekannt                           |
| Fusarium nisikadoi                |                                                                    | unbekannt                           |
| Fusarium nurragi                  | Fusarium avenaceum subsp. nurragi                                  | unbekannt                           |
| Fusarium nygamai                  |                                                                    | Gibberella nygamai                  |
| Fusarium oxysporum                |                                                                    | unbekannt                           |
| Fusarium phyllophilum             | Fusarium proliferatum var. minus                                   | unbekannt                           |
| Fusarium poae                     |                                                                    | unbekannt                           |
| Fusarium polyphialidicum          |                                                                    | unbekannt                           |
| Fusarium proliferatum             |                                                                    | Gibberella intermedia               |
| Fusarium pseudoanthophilum        |                                                                    | unbekannt                           |
| Fusarium pseudocircinatum         |                                                                    | unbekannt                           |
| Fusarium pseudograminearum        | Fusarium graminearum Gruppe 1                                      | Gibberella coronicola               |
| Fusarium pseudonygamai            |                                                                    | unbekannt                           |
| Fusarium ramigenum                |                                                                    | unbekannt                           |
| Fusarium redolens                 | Fusarium oxysporum var. redolens                                   | unbekannt                           |
| Fusarium sacchari                 | Fusarium subglutinans Fusarium neoceras                            | Gibberella sacchari                 |
| Fusarium sambucinum               | Fusarium torulosum Fusarium venenatum                              | Gibberella pulicaris var. pulicaris |
| Fusarium scirpi                   | Fusarium equiseti var. bullatum Fusarium chenopodium               | unbekannt                           |
| Fusarium semitectum               | Fusarium pallidoroseum Fusarium incarnatum                         | unbekannt                           |
| Fusarium solani                   |                                                                    | Haematonectria haematococca         |
| Fusarium sporotrichioides         | Fusarium tricinctum Fusarium sporotrichiella var. sporotrichioides | unbekannt                           |
| Fusarium sterilihyphosum          | Fusarium subglutinans                                              | unbekannt                           |
| Fusarium subglutinans             |                                                                    | Gibberella subglutinans             |
| Fusarium succisae                 |                                                                    | unbekannt                           |
| Fusarium thapsinum                | Fusarium moniliforme                                               | Gibberella thapsina                 |
| Fusarium torulosum                | Fusarium sambucinum var. coeruleum Fusarium venenatum              | Gibberella pulicaris var. minor     |
| Fusarium tricinctum               | Fusarium sporotrichioides var. tricinctum                          | Gibberella tricincta                |
| Fusarium udum                     |                                                                    | Gibberella indica                   |
| Fusarium venenatum                | Fusarium sambucinum var. coeruleum Fusarium torulosum              | unbekannt                           |
| Fusarium verticillioides          | Fusarium moniliforme                                               | Gibberella moniliformis             |
| Fusarium xyrophilum               |                                                                    |                                     |

## Ökologie
Die Vertreter der Gattung Fusarium wachsen meist auf Pflanzen, außerdem in der Streu, auf dem Boden oder an Flechten. Mitunter werden auch Menschen und Tiere befallen.
Die Verbreitung der Sporen erfolgt im Gegensatz zu vielen anderen Schimmelpilzarten nicht durch den Wind, sondern durch Tiere. Hierzu werden die Sporen in eine klebrige Flüssigkeit eingehüllt, wodurch sich größere, zusammenklebende Ansammlungen von Sporen bilden.

## Taxonomie

### Allgemein
Die meisten Fusarien gehören zu den Fungi imperfecti, d. h. ihre Hauptfruchtform (Teleomorphe), welche Meiosporen bildet und sich sexuell fortpflanzt, ist nicht bekannt. Fusarium ist ursprünglich kein natürliches Taxon, sondern ein Form-Taxon, dessen Arten lediglich aufgrund von Ähnlichkeiten in der Morphologie und in der Lebensweise zusammengefasst wurden. Inzwischen wurden einige Arten in andere Gattungen, wie bspw. Fusicolla, ausgegliedert.

### Geschichte
Die Gattung Fusarium wurde 1809 von dem Naturwissenschaftler Heinrich Friedrich Link aufgestellt. In der folgenden Zeit wurden zahlreiche Arten beschrieben – auch weil man allgemein von einer Wirtsspezifikation der erregenden Fusarien ausging. Bis Anfang des 20. Jahrhunderts wurden etwa 1000 Arten der Gattung Fusarium beschrieben. Aufgrund der hohen Zahl der herangezogenen Merkmale und der Vielfalt der eingesetzten Nährmedien waren Bestimmungen sehr schwierig. Hinzu kommt, dass viele Arten unzureichend beschrieben sind und ein Typusbeleg oft fehlt oder verlorengegangen ist.
Im Jahr 1935 erschien mit Die Fusarien, ihre Beschreibung, Schadwirkung und Bekämpfung. von Hans Wilhelm Wollenweber und Otto August Reinking eine bedeutende Arbeit, die das Konzept der Gattung ordnete. Dazu wurden die Vertreter auf 65 Arten mit 77 Varietäten und Formen begrenzt und dabei in 16 Sektionen eingeteilt. Dieses System ist Grundlage aller nachfolgenden taxonomischen Bearbeitungen der Gattung. Zwischen 1940 und 1954 veröffentlichten William Cowperthwaite Snyder und Hans Nicholas Hansen ein neues Konzept, wobei die Zahl der Arten auf lediglich neun reduziert wurde.
Ein weiteres wichtiges Werk ist das im Jahr 1971 von Colin Booth erschienene Werk The Genus Fusarium. 1982 brachten Wolfgang Gerlach und Helgard Nirenberg die Arbeit The Genus Fusarium. A Pictorial Atlas heraus. Diese stieß in den 1980er-Jahren auf deutliche Kritik. Dennoch stellt sie ein wesentliches Werk in der taxonomischen Forschung der Gattung dar. Eine weitere bedeutende Publikation erfolgte 1983 von Paul E. Nelson, T. A. Toussoun und Walter Friedrick Otto Marasas unter dem Titel Fusarium Species: An Illustrated Manual for Identification. Das Werk unterscheidet sich in der Auffassung der Arten jedoch recht deutlich von der Arbeit Gerlachs und Nirenbergs.

## Bedeutung

### Landwirtschaft
Fusarien sind eines der großen ungelösten Probleme der Landwirtschaft, sie gehören weltweit zu den wichtigsten Schadpilzen im Getreide und Mais. Dabei setzen sie die Gifte Deoxynivalenol (DON) und Zearalenon (ZEA) frei, welche ganze Ernten verderben können. Sie verursachen Nekrosen an Blatt und Halm, Pilzmyzele im Halminneren und Kümmerkorn, die zu Ertragseinbussen und Qualitätsverlusten führen. Des Weiteren kann die Keimfähigkeit des Saatgutes vermindert werden. Zusätzlich bilden die Pilze giftige Stoffwechselprodukte (Mykotoxine), die das Erntegut belasten und somit die Gesundheit von Tier und Mensch gefährden können.
In Nordamerika betrug Ende der 1990er Jahre der durch sie verursachte jährliche Verlust bei Weizen und Gerste rund eine Milliarde US-Dollar. Für Europa gibt es bislang keine Angaben darüber, weil entsprechende Untersuchungen fehlen. Erstaunlich ist die große Vielfalt der Fusarien, die sich zudem bei Getreide nicht anhand der Ährensymptome unterscheiden lassen. Allein auf Mais sind bis heute 16 verschiedene Arten bekannt. Das erschwert ihre Bekämpfung enorm.
Sehr anfällig für den wenig spezialisierten pilzlichen Parasiten, welcher sich am Nährstoffstrom der Pflanze bedient, ist Weizen. Inkulationsquellen, wie Ernterückstände, sollten daher möglichst ausgeschaltet werden. Neben der Feldhygiene sind auch Fungizide mit Fusariumwirkung und besonders die Wahl resistenter Sorten entscheidend. Da jegliche Schwächung, wie Hitzestress, Verätzung durch Dünger und tierische Schädlinge, Fusarium fördert, sollten diese nach Möglichkeit vermieden werden. Sobald es zu einer Infektion der Ähre kommt bildet sich ein Pilzgeflecht auf der Innenseite der Spelze und dem Fruchtknoten. Danach dringen Infektionshyphen in das Wirtgewebe ein, wobei Stoffe, wie DON, eine Abwehrreaktion der Pflanze hemmen und so das Eindringen erleichtert wird.

### Agent Green
Als Agent Green wird der pflanzenschädigende Pilz Fusarium oxysporum gegen Koka, Schlafmohn und Cannabis bezeichnet (nicht zu verwechseln mit dem chemischen Agent Green). Der Pilz wurde Ende der 1980er-Jahre im Rahmen eines Projektes des US-Landwirtschaftsministeriums entdeckt. Die Sowjetunion hatte den Pilz bereits früher als möglichen biologischen Kampfstoff isoliert und untersucht. Proben waren in einem Labor in Taschkent im heutigen Usbekistan eingelagert, dort fand auch eine Weiterentwicklung statt. Dieses Mittel sollte (nach Angaben von Umweltschutzorganisationen) 2001 über Kolumbien zur Dezimierung der Kokaernte eingesetzt worden sein. Peru, Ecuador und Florida verboten den Einsatz dieses Pilzes. Die Gefahr liegt in einer unkontrollierten Verbreitung auf andere Pflanzen. Das ökologische Gleichgewicht im betroffenen Gebiet kann dauerhaft zerstört werden.

### Toxizität
Fusarien können Gifte (Fusarium-Toxine) produzieren. Die gebildeten Mykotoxine lassen sich in die folgenden drei Kategorien: Trichothecene, Zearalenone und Fumonisine unterteilen. Bei oraler Aufnahme kann insbesondere ein Vertreter der Trichothecene, das Deoxynivalenol zu akuten Erkrankungen des Magen-Darm-Traktes, allergischen Hautreaktionen und einer Beeinträchtigung des Immunsystems führen. Aufgrund des häufigeren Vorkommens in Lebensmitteln existieren für die Fusarium-Toxine  Deoxynivalenol, T-2 und HT-2-Toxin, Zearalenon sowie Fumonisine gesetzliche Höchstmengen. Einige Gifte sind so stark, dass eine Kontamination im Prozentbereich (z. B. für Futtergetreide) für einige Tiere tödlich ist.

### Lebensmittel
Der Pilz Fusarium venenatum ist die Basis für ein industriell hergestelltes Nahrungsmittel, das unter dem Handelsnamen Quorn als vegetarischer Fleischersatz angeboten wird.
Auch von Fusarium str. yellowstonensis („str.“ = „strain“, Stammlinie bei unbekannter Artzugehörigkeit) wird geprüft, ob er auch auf ähnliche Weise Verwendung finden kann.
Bei einigen Konsumenten von Fusariumprodukten wurden Lebensmittelallergien festgestellt, die mit Erdnuss- und anderen Lebensmittelallergien vergleichbar sind. Menschen mit bekannter Überempfindlichkeit gegenüber (Edel-)Schimmelpilzen sollten beim Verzehr solcher Produkte Vorsicht walten lassen.

### Medizin
Behandlungsbedürftige Infektionen durch Fusarium-Arten treten beim Menschen selten auf. Eine antimykotische Therapie erfolgt ggf. mit Voriconazol, Amphotericin B (als L-AmB) oder Posaconazol.
Für den symbiotisch im Darm lebenden Pilz Fusarium foetens wurde eine schützende Wirkung bei nicht-alkoholischer Fettleber (NASH/MASH) berichtet.